# Laurent Brochard
Pour les articles homonymes, voir Brochard.
Laurent Brochard, né le 26 mars 1968 au Mans, est un coureur cycliste français. Professionnel de 1992 à 2007, il a notamment été champion du monde sur route en 1997 à Saint-Sébastien, et vainqueur d'étape sur le Tour de France 1997 et sur le Tour d'Espagne 1999. Il a également été l'un des principaux coéquipiers de Richard Virenque au sein de l'équipe Festina. Il a participé à onze championnats du monde sur route et à trois Jeux olympiques avec l'équipe de France.

## Biographie
Dans sa jeunesse, Laurent Brochard pratique le cross et dispute des compétitions à partir de l'âge de 5 ans. Il commence le cyclisme à l'âge de 17 ans. Il entame sa carrière professionnelle en 1992 au sein de l'équipe Castorama. Il remporte sa première course en tant que coureur professionnel lors du Tour méditerranéen, dont il gagne la troisième étape. Il participe l'année suivante à son premier grand tour, le Tour d'Italie, et à son premier Tour de France. Il se classe deuxième du championnat de France sur route derrière son coéquipier Jacky Durand, permettant à Castorama de réaliser son deuxième doublé consécutif lors du championnat national.
À partir de 1995, Laurent Brochard fait partie des principaux coureurs de l'équipe Festina. En 1996, il remporte cinq courses, dont le classement général du Tour du Limousin. Il se classe deuxième du championnat de France, du Grand Prix de Plouay, du Grand Prix du Midi libre, et du Chrono des Herbiers. Il obtient des places d'honneurs sur plusieurs épreuves majeures et son meilleur classement final sur le Tour de France (18e). Il participe pour la première fois aux Jeux olympiques avec l'équipe de France. Il se classe 17e de la course en ligne et 20e du contre-la-montre. Il atteint en fin de saison son meilleur classement UCI, à la 21e place.
Au début de l'année 1997, il est empêché de courir pendant un mois par une hernie discale. Il revient en forme au mois de mai au Grand Prix du Midi libre, dont il gagne trois des six étapes. Il remporte la neuvième étape du Tour de France le 14 juillet. Durant cette épreuve, il porte pendant plusieurs jours le maillot à pois du classement de la montagne. Celui-ci est finalement remporté par son leader Richard Virenque, deuxième du classement général. En octobre, Laurent Brochard participe pour la quatrième fois aux championnats du monde sur route, à Saint-Sébastien. Les deux leaders de l'équipe de France lors de ce championnat sont Laurent Jalabert et Richard Virenque. À treize kilomètres de l'arrivée, Laurent Brochard provoque la formation d'un groupe de sept coureurs qui comptent près de trente secondes d'avance sur le peloton et se disputent la victoire. Brochard attend un éventuel retour de Jalabert à l'avant de la course, puis prend part au sprint final. Il devance Bo Hamburger et Léon van Bon. Laurent Brochard devient ainsi le huitième coureur français à remporter le titre de champion du monde sur route. C'est le deuxième titre mondial acquis par un coureur de l'équipe Festina, le premier étant Luc Leblanc, champion du monde en 1994.
Porteur du maillot arc-en-ciel de champion du monde, Laurent Brochard commence la saison avec une quinzième place au classement général du Tour méditerranéen, dont Festina remporte le contre-la-montre par équipe. Une blessure contractée lors d'une chute sur Tirreno-Adriatico le contraint à déclarer forfait pour les classiques. Il revient en forme au mois de mai. Plusieurs fois placé durant les Quatre Jours de Dunkerque, il remporte une étape du Grand Prix du Midi libre et finit troisième du classement général. L'année 1998 est cependant marquée par l'affaire Festina, qui éclate avec l'arrestation du soigneur de l'équipe Willy Voet en possession de produits dopants. L'équipe Festina est exclue du Tour de France. Laurent Brochard, comme plusieurs de ses coéquipiers, avoue avoir usé de produits dopants. En fin de saison, il court le Tour d'Espagne, se classe deuxième de Paris-Bourges, mais n'est pas sélectionné en équipe de France pour les championnats du monde. En décembre, la Fédération française de cyclisme le suspend jusqu'au 1er mai 1999, ainsi que Didier Rous et Christophe Moreau,.
En 2000, Laurent Brochard rejoint l'équipe Jean Delatour. Il remporte en début de saison le prologue de Paris-Nice. Il conserve la tête du classement général pendant six jours, puis la cède à l'Allemand Andreas Klöden à l'issue du contre-la-montre du col d'Èze et remporte le maillot du classement par points. Il prend la deuxième place du classement général final, à sept secondes de Klöden. Il signe trois autres succès durant cette saison : le contre-la-montre du Critérium International, la Route Adélie et Paris-Bourges. L'équipe Jean Delatour n'est pas sélectionnée pour le Tour de France. Elle participe en revanche au Tour d'Espagne, dont Brochard prend la 32e place. En 2001, il remporte la Coupe de France, dont il gagne deux des quinze épreuves : Paris-Camembert et le Grand Prix de Villers-Cotterêts.

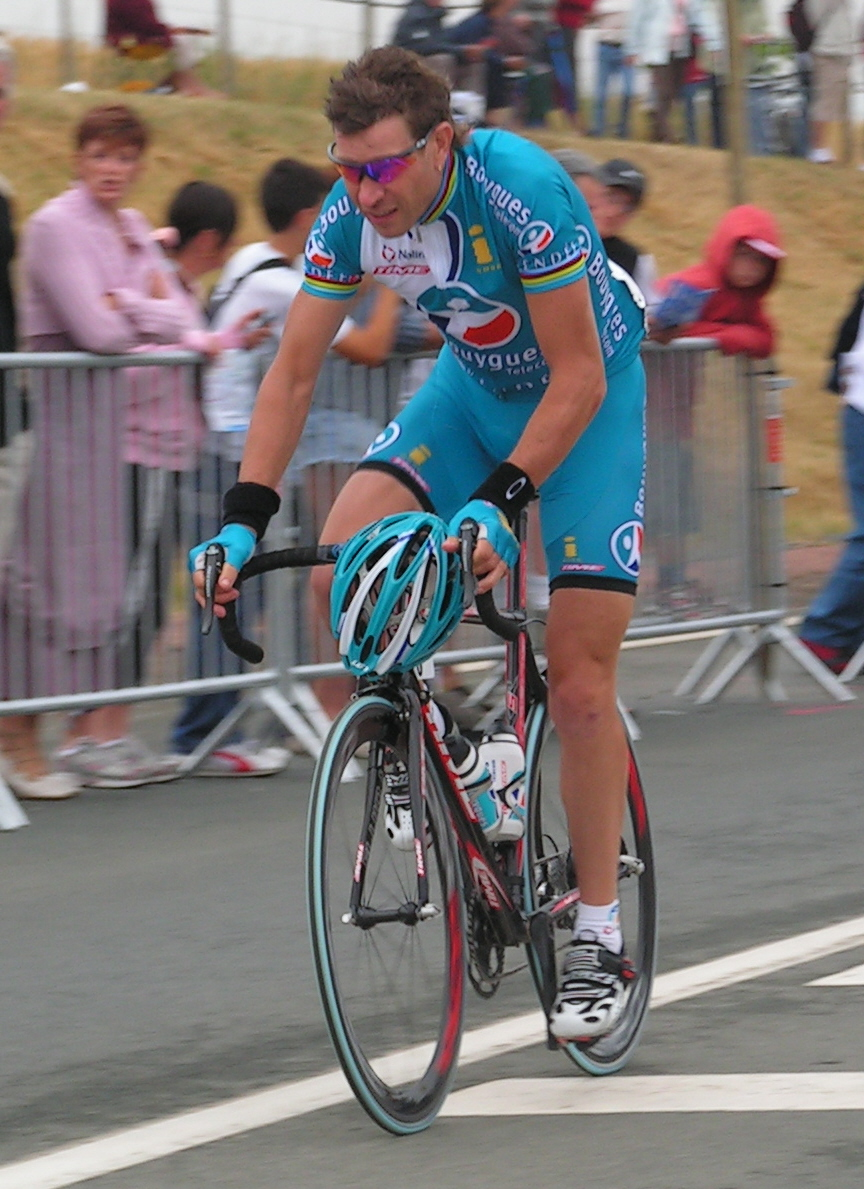
Laurent Brochard lors des championnats de France de cyclisme sur route 2006.

En 2003, il signe avec AG2R Prévoyance un contrat d'un an, qui sera renouvelé en 2004. Le directeur de l'équipe Vincent Lavenu attend de lui qu'il soit "un capitaine de route et un attaquant qui mette son expérience au service des jeunes ". Il est avec le sprinter estonien Jaan Kirsipuu le leader de l'équipe.
En 2005, il est recruté par Bouygues Telecom. En 2006, il connaît la seule saison sans victoire de sa carrière. La hernie discale dont il a souffert en 1997 est réveillée par une chute lors du GP Costa Azul en février. Il est opéré le 28 mars et revient à la compétition en mai lors des Quatre Jours de Dunkerque,. Des douleurs persistent durant les mois suivant, et le poussent notamment à abandonner lors du Tour de France. Excepté l'exclusion de 1998, il s'agit de son seul abandon sur cette course.
En 2007, il est à 39 ans le plus âgé des coureurs sous contrat avec une équipe ProTour. Il dispute en septembre le Tour de Pologne où une chute lui cause une fracture à une clavicule. À l'issue de cette saison, son contrat avec Bouygues Telecom n'est pas renouvelé. Espérant retrouver un employeur, il continue de s'entraîner et pratique la course à pied. Ce contrat n'arrivant pas, il met un terme à sa carrière au début de l'année 2008. Il considère cet arrêt non choisi comme étant un « traumatisme ».
Le 18 octobre 2009, Laurent Brochard termine second du marathon de Vannes, dans le Morbihan, en 2 heures 36 minutes 15 secondes. Il détient ainsi le titre officieux de l'ex-cycliste le plus rapide sur marathon. Brochard pratique également l'ultra-trail.
Brochard est titulaire d'un brevet d'État d'entraîneur lui permettant de diriger une équipe cycliste. Il travaille avec ASO en 2013. Il détient pendant plusieurs années deux magasins et une fabrique de cadres de vélos ainsi qu'une société organisant des séjours cyclistes pour particuliers ou entreprises.
Comme Alejandro Valverde, il décide de participer à des compétitions de gravel en 2023. Il remporte notamment le titre de champion du monde en 2023 dans la catégorie 55 ans.

## Style, personnalité et position dans le peloton

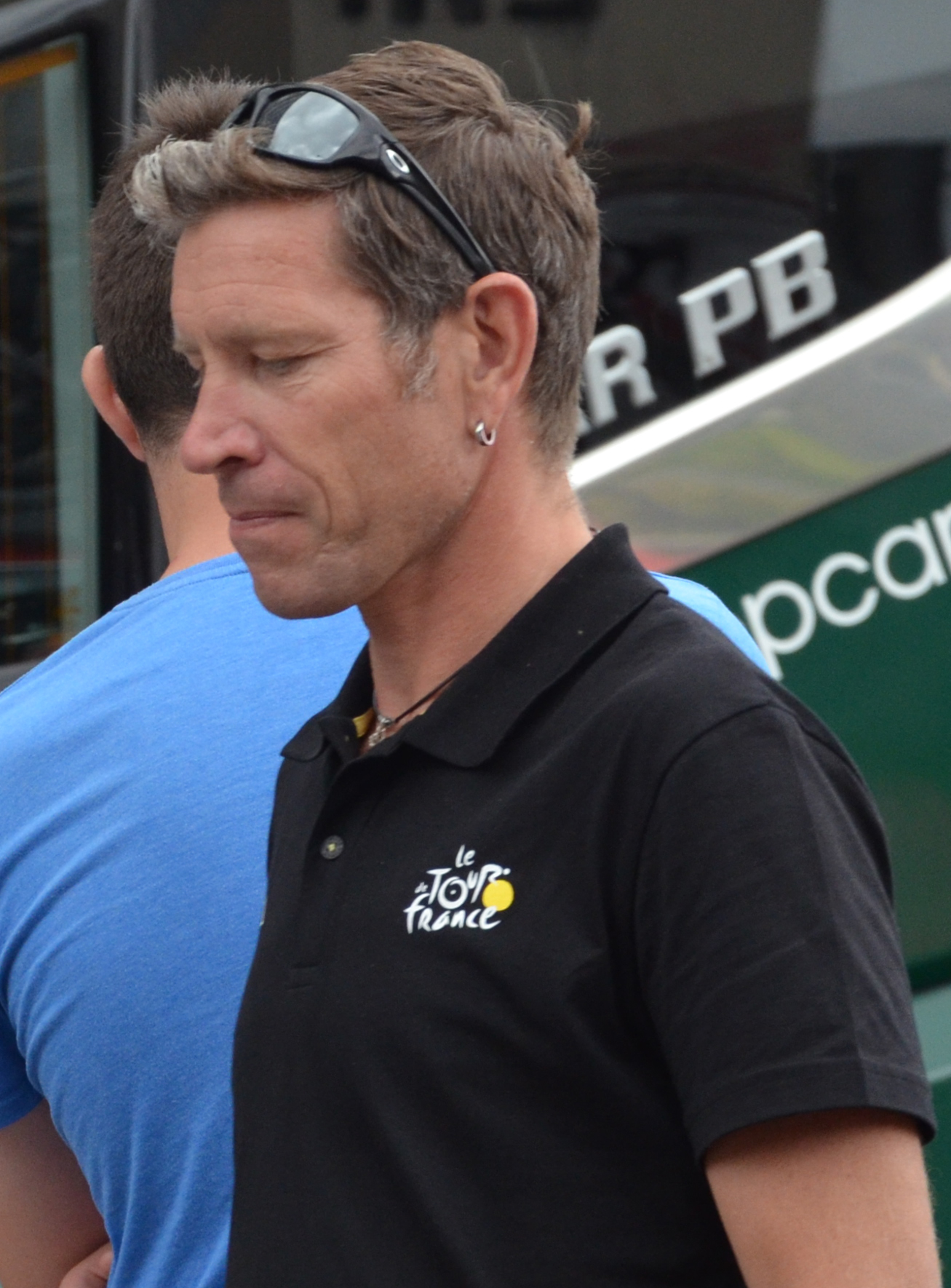
Laurent Brochard lors du Tour de France 2015.

### Style et personnalité
Laurent Brochard, dit La Broche, était reconnaissable au sein du peloton par son bandana et sa queue de cheval, qu'il a coupée en 2008,. Il se décrit comme ayant « toujours été très timide » : « adolescent, j’étais comme sauvage, toujours à part des autres ».

### Laurent Brochard et le dopage
En 1998, dans le cadre de l'« affaire Festina », Laurent Brochard a fait partie des coureurs de l'équipe Festina ayant reconnu s'être dopé. Cet aveu lui a valu une suspension de compétition prononcée en décembre 1998 et valable jusqu'au 1er mai 1999. L'affaire Festina a permis de mettre au jour l'organisation du dopage au sein de l'équipe du même nom, et dont bénéficiaient la quasi-totalité des coureurs, dont Laurent Brochard.
Le soigneur de l'équipe Willy Voet, dont l'arrestation en juillet 1998 est à l'origine de cette affaire, révèle dans le livre Massacre à la chaîne paru en 1999 que Laurent Brochard a fait l'objet d'un contrôle antidopage positif à la lidocaïne lors de sa victoire au championnat du monde sur route de 1997. Voet, qui s'occupait des coureurs de Festina sélectionnés en équipe de France lors de ces championnats, impute ce contrôle positif à une prise d'Inzitan, un corticoïde qui aurait été prescrit à Brochard par un autre soigneur de Festina présent lors des championnats et qui s'occupait de ce coureur durant le reste de la saison. Le médecin de l'équipe Festina, Fernando Jimenez, a alors fourni un certificat médical antidaté, justifiant la prise de ce médicament par la hernie discale dont souffre Brochard. L'Union cycliste internationale a accepté ce certificat et aucune procédure disciplinaire n'a été ouverte à l'encontre de Laurent Brochard, bien que le règlement exigeait que le certificat fût présenté lors du contrôle antidopage. Willy Voet affirme par ailleurs que Brochard a « suivi la même préparation » que Virenque et Hervé lors de ce championnat, comprenant de l'EPO, de l'hormone de croissance et des corticoïdes,.
Laurent Brochard déclarera à propos de l'affaire Festina qu'il en a « longtemps traîné une sorte d’amertume ». Il poursuit : « Le milieu nous a considérés comme des vilains petits canards, mais chacun sait que nous avons payé pour tout le monde… Je ne le supportais pas. Le maillot de champion du monde, je l’ai porté. Au fond de moi j’ai gagné, j’ai été heureux dedans. [...] Après le procès, j’ai cru que je ne pourrais jamais revenir à la compétition sereinement. Je me suis même interrogé s’il fallait que je continue ou pas. Question stupide : c’est toute ma vie… ».

## Palmarès, résultats et distinctions

### Palmarès amateur
| - 1988 - Tour d'Ille-et-Vilaine : - Classement général - 2 étapes - 1989 - 4e étape du Tour du Poitou-Charentes - 3e étape du Tour de La Réunion - 2e du Tour d'Eure-et-Loir - 3e du Tour de La Réunion - 3e de Jard-Les Herbiers - 3e du Prix des Vins Nouveaux - 1990 - Prix de la Foire au Boudin - 7e étape du Tour de Rhénanie-Palatinat - 1re étape du Tour de Franche-Comté - 2e étape de la Ronde de l'Ecureuil - 3e étape du Tour de Seine-et-Marne - 1reb et 7ea étapes du Tour du Hainaut - 2e étape de la Route de France - Circuit des Remparts - 2e du Tour de Franche-Comté - 2e de la Ronde de l'Ecureuil - 3e de la Route bretonne | - 1991 - Prix Rustine - 1reb (contre-la-montre) et 7ea étapes du Tour du Hainaut - 6e étape du Ruban granitier breton - 3e du Tour de la Somme - 3e du Prix de Mandelieu |  |

### Palmarès professionnel
| - 1992 - 1re étape de la Mi-août bretonne - 3e étape du Tour méditerranéen - 7e de Tirreno-Adriatico - 7e de Paris-Tours - 1993 - 1reb étape du Tour méditerranéen - 2e du championnat de France sur route - 2e de la Route du Sud - 3e du Trio normand - 6e de Paris-Nice - 1994 - Tour du Haut-Var - Regio-Tour : - Classement général - 6e étape - 2e du Circuit de la Sarthe - 3e de Paris-Camembert - 3e du Tour méditerranéen - 1995 - 2e, 3e et 4e étapes du Tour de l'Ain - 2e de Paris-Camembert - 1996 - Tour du Limousin : - Classement général - 1re et 2e étapes - Polymultipliée - 2e du championnat de France du contre-la-montre - 2e du Chrono des Herbiers - 2e du Grand Prix de Plouay - 2e du Grand Prix du Midi libre - 5e de Paris-Nice - 7e du Critérium du Dauphiné libéré - 7e du Tour des Flandres - 8e de la Flèche wallonne - 9e de Milan-San Remo - 1997 - Champion du monde sur route - 9e étape du Tour de France - 3e, 5e et 6e étapes du Grand Prix du Midi libre - 1998 - 6e étape du Grand Prix du Midi libre - 2e de Paris-Bourges - 3e du Grand Prix du Midi libre - 1999 - 9e étape du Tour d'Espagne - 3e de Paris-Bourges - 8e du Championnat de Zurich - 2000 - Prologue de Paris-Nice - 3e étape du Critérium international (contre-la-montre) - Route Adélie - Paris-Bourges - 2e de Paris-Nice - 2e de la Classic Haribo - 3e du Circuit de la Sarthe | - 2001 - Vainqueur de la Coupe de France - 1re étape du Circuit de la Sarthe - Paris-Camembert - Grand Prix de Villers-Cotterêts - 2e de Cholet-Pays de Loire - 2e du Trophée des grimpeurs - 3e de la Route Adélie - 3e du Tour méditerranéen - 2002 - Regio-Tour : - Classement général - 4e étape - Tour de Pologne : - Classement général - 7ea étape - 4e étape du Grand Prix du Midi libre - 3e de la Route Adélie - 3e des Quatre Jours de Dunkerque - 2003 - Critérium international : - Classement général - 2e étape - Paris-Camembert - 5e étape du Tour de Castille-et-León - 2e du Tour méditerranéen - 3e de la Route Adélie - 3e du Tour du Danemark - 3e du Circuit de la Sarthe - 2004 - Étoile de Bessèges : - Classement général - 4e étape - 3e étape du Circuit de la Sarthe - 2e des Quatre Jours de Dunkerque - 2005 - Paris-Camembert - 2e du championnat de France sur route - 5e de Tirreno-Adriatico - 2007 - 3e étape du Tour de Luxembourg - 2e du Tour de Luxembourg |  |

### Résultats sur les grands tours

#### Tour de France
12 participations
- 1993 : 44e
- 1995 : 28e
- 1996 : 18e
- 1997 : 31e, vainqueur de la 9e étape
- 1998 : exclu à la 7e étape avec l'ensemble des coureurs de l'équipe Festina
- 1999 : 77e
- 2001 : 23e
- 2002 : 26e
- 2003 : 33e
- 2004 : 29e
- 2005 : 28e
- 2006 : abandon (10e étape)

#### Tour d'Espagne
4 participations
- 1997 : 19e
- 1998 : 33e
- 1999 : 43e, vainqueur de la 9e étape
- 2000 : 32e

#### Tour d'Italie
2 participations
- 1993 : 27e
- 1994 : 55e

### Classements mondiaux
| Année              | 1992 | 1993 | 1994 | 1995 | 1996 | 1997 | 1998 | 1999 | 2000 | 2001 | 2002 | 2003 | 2004 | 2005 | 2006 | 2007 |
| ------------------ | ---- | ---- | ---- | ---- | ---- | ---- | ---- | ---- | ---- | ---- | ---- | ---- | ---- | ---- | ---- | ---- |
| Classement UCI     | 233e | 90e  | 98e  | 124e | 21e  | 32e  | 135e | 125e | 24e  | 54e  | 25e  | 24e  | 41e  |      |      |      |
| Classement ProTour |      |      |      |      |      |      |      |      |      |      |      |      |      | 84e  | nc   | nc   |

### Distinctions
- Vélo d'or français : 1997